# Lost in Time

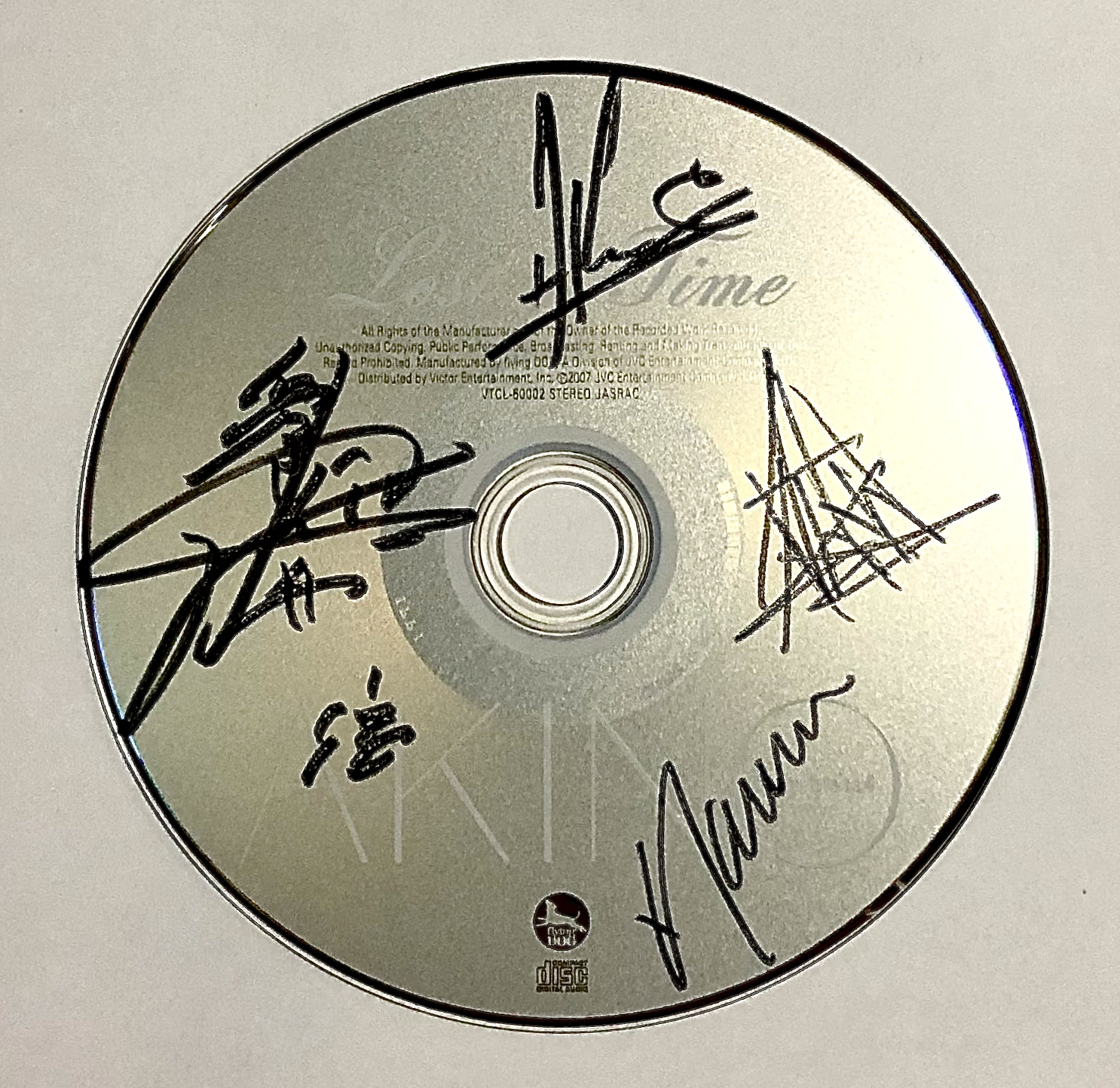
AKINO・bless4のサイン入りCD

『Lost in Time』（ロスト イン タイム）は、AKINO from bless4の1枚目のオリジナルアルバム。2007年11月7日にFlyingDogから発売された。

## 制作
2005年、1stシングル「創聖のアクエリオン」でbless4よりソロデビューを果たしたAKINO from bless4の初アルバム。菅野よう子完全プロデュースアルバムであり、全楽曲にタイアップが付いている。

## 音楽性
テレビ東京系アニメ『創聖のアクエリオン』より、2008年度 JASRAC賞・銀賞を受賞、ミリオン認定を獲得した「創聖のアクエリオン」をはじめとする関連曲を完全網羅している他、新作のOVA『創星のアクエリオン -裏切りの翼-』EDテーマ、日仏合作アニメ『Ōban・Star-Racers』OPテーマ等、初音源化の楽曲も収録されている。
また、アルバム内全ての楽曲の歌詞に【愛】の単語が入っている。

## アートワーク／パッケージ
ジャケットには、AKINOが背中に天翅の羽根を付けた写真が使用されている。また、羽根の片方に赤くライトアップが施されており、『創聖のアクエリオン』のオマージュのようになっている。
2024年4月27日に配信された『ソロデビュー19周年公開生配信』において、今作のジャケット撮影のために1日で5㎏の減量をしたことを明かした。

## 評価
| 専門評論家によるレビュー | 専門評論家によるレビュー |
| レビュー・スコア         | レビュー・スコア         |
| 出典                     | 評価                     |
| ------------------------ | ------------------------ |
| CDジャーナル             | 肯定的                   |

CDジャーナルは、「バリエーション豊かな歌声と惹きつけられる表現力を発揮した、フレッシュなポテンシャルあふれる1枚。ダイナミックなアニメの作品観そのままを再現している」と評した。

## チャート成績
累計売上枚数 / 2.5万枚
| チャート         | 最高位 |
| ---------------- | ------ |
| オリコン（週間） | 25位   |

## アルバム収録曲
※赤字タイトルはCD初収録楽曲
1. 創聖のアクエリオン [4:44]
作詞：岩里祐穂 / 作・編曲：菅野よう子
  - テレビ東京系アニメ『創聖のアクエリオン』前期OP主題歌
2. ニケ15歳 [4:46]
作詞：岩里祐穂 / 作・編曲：菅野よう子
  - テレビ東京系アニメ『創聖のアクエリオン』挿入歌
3. Chance To Shine [5:45]
作詞：菅野よう子、岩里祐穂 / 作曲 : 菅野よう子 / 編曲：日比野元気、 中村康就、菅野よう子
  - 日仏合作アニメ『Ōban・Star-Racers』OPテーマ
4. 荒野のヒース [5:44]
作詞：岩里祐穂 / 作・編曲：菅野よう子、保刈久明
  - テレビ東京系アニメ『創聖のアクエリオン』挿入歌[9]
5. Go Tight! [4:41]
作詞：岩里祐穂 / 作・編曲：菅野よう子
  - テレビ東京系アニメ『創聖のアクエリオン』後期OPテーマ
6. プライド〜嘆きの旅 [4:36]
作詞：岩里祐穂 / 作・編曲：菅野よう子
  - テレビ東京系アニメ『創聖のアクエリオン』挿入歌
7. 素足 [4:55]
作詞：岩里祐穂 / 作・編曲：菅野よう子
  - OVA『創星のアクエリオン -裏切りの翼-』EDテーマ
8. Genesis of Aquarion [3:12]
作詞：岩里祐穂、英語歌詞：bless4 / 作・編曲：菅野よう子
  - テレビ東京系アニメ『創聖のアクエリオン』最終話挿入歌

## 受賞曲
荒野のヒース
- AKINO15周年企画・全曲総選挙 - 2位[注 1]

## スタッフクレジット
Performed by AKINO
- Producer：菅野よう子
- Co-Producer : 佐々木史朗 / 太田敏明 / 進藤ひとみ
- Recording Engineer : 藪原正史 / 粕谷尚平
- Mixing Engineer : 藪原正史
- Mastering Engineer : 宮本茂男
- Public Relations : 伊藤将生
- Sales Promoter : 佐藤正和
- Artist Management：川満スティーブ証
- Supervisor : 中島日六
- Styling : 内沢研
- Make-Up : Noda Mina
- Hair : Olivier
- Photography : 荻島稔

## アルバム未収録楽曲
※記載は発表順
| タイトル                         | タイアップ                                           | 発表年 |
| -------------------------------- | ---------------------------------------------------- | ------ |
| 創聖のアクエリオン（little mix） | -                                                    | 2005年 |
| 創聖のアクエリオン お兄さまと    | リズムアクションゲーム『禁断合体オトゲリオン』搭載曲 | 2005年 |

## カバー
Chance To Shine
- Christèle Labonne -『ŌBAN STAR-RACERS Bande Originale - Volume 1』（2007年2月17日）

荒野のヒース
- リーナ・ルーン -「創聖のアクエリオン エレメント合体Ver.」（2007年10月10日配信）
- 寺島拓篤 -『百歌声爛 男性声優編Ⅱ』（2008年1月23日）
- 蒼井翔太×佐藤ひろ美 -『S夏祭り2015』にて披露（2015年8月16日）

Genesis of Aquarion
- ラスマス・フェイバー -『ラスマス・フェイバー・プレゼンツ・プラチナ・ジャズ 〜アニメ・スタンダード〜』（2009年11月25日）

## アルバム発売記念Premium Live
2007年12月14日、本作の発売を記念したPremium Liveが開催された。

### 会場
- 新宿FACE

### ライヴ内容
| セットリスト |                             |
| 01           | Go Tight!                   |
| 02           | プライド～嘆きの旅          |
| 03           | 荒野のヒース                |
| 04           | ニケ15歳                    |
| 05           | ヒーロー                    |
| 06           | Jingle Belle                |
| 07           | Get Up                      |
| 08           | 創聖のアクエリオン          |
| 09           | 素足                        |
| ENCORE       |                             |
| 10           | Genesis of Aquarion         |
| 11           | Chance To Shine             |
| 12           | We Are bless4（AKINO ver.） |